# Grad de libertate
Un grad de libertate este o noțiune întâlnită în fizica teoretică și în statistică. Se definește ca un parametru independent al unui sistem (sau altfel exprimat, proprietate de sistem). Calitatea unui parametru de sistem de a fi parametru grad de libertate este atribuită (sau se obține) doar când parametrul respectiv aparține grupului de parametri ce definesc sistemul în cauză.

## Caracteristici
Fiecare din parametrii incluși în acest grup de parametri este considerat un grad de libertate al sistemului. Un sistem care are (parametri cu) grade de libertate îndeplinește strict condițiile:
1. Sistemul este prin specificul parametrilor în cauză clar definit (inconfundabil, univoc).
2. Dacă unul din parametrii grad de libertate este înlăturat sau lăsat deoparte, atunci sistemul respectiv nu mai este definit (devine un altul).
3. Fiecare dintre parametrii grad de libertate poate fi modificat în mod independent de ceilalți, adică modificarea respectivă nu provoacă (voluntar sau involuntar) modificări ale celorlalți parametri.

Din acestea rezultă că un (parametru) grad de libertate nu este niciodată o funcție de un alt (parametru) grad de libertate.

## Fizică
În fizică un grad de libertate exprimă fiecare dintre mărimile scalare independente (parametrii) necesare pentru determinarea univocă a stării unui sistem. Numărul minim de parametri prin care se poate preciza starea sistemului reprezintă numărul de „grade de libertate” al acestuia. Un punct material liber are trei grade de libertate din punctul de vedere al poziției lui în spațiu, pentru determinarea acesteia fiind necesare trei mărimi reale (de ex. coordonatele carteziene x, y și z). Fiecare legătură (dependență) bilaterală impusă punctului scade numărul gradelor de libertate cu o unitate.

## Termodinamică
În termodinamică numărul gradelor de libertate este egal cu numărul parametrilor care determină starea macroscopică a  sistemului fizico-chimic (de ex. starea gazelor arse din cilindrul unui motor poate fi determinată, la un moment dat, cunoscând presiunea și temperatura lor, precum și compoziția amestecului de gaze arse).
Numărul de parametri necesar definirii stării de echilibru termodinamic se numește varianță și este exprimat prin legea fazelor.

## Statistică
În statistică gradul de libertate reprezintă numărul comparațiilor independente între elementele unei mărimi de observație sau numărul valorilor care pot fi alese arbitrar în cadrul unei specificări. De exemplu, numărul gradelor de libertate într-un tabel de contingență cu p rânduri și q coloane într-o distribuție arbitrară este egal cu {\displaystyle (p-1)\cdot (q-1)}.